# Кириченко Михайло Романович
Михайло Романович Кириче́нко (нар. 26 вересня 1970, Київ) — український художник монументально-декоративного мистецтва, живописець; член Національної спілки художників України з 2006 року. Син художників Романа та Ірини Кириченків, онук художників Степана Кириченка та Надії Клейн.

## З біографії
Народився 26 вересня 1970 року в місті Києві. Упродовж 1988—1991 років навчався у Київському художньому інстиуті у Віктора Шаталіна.

## Творчість
Співавтор мозаїчних ікон і панно, олійних пейзажів. Серед робіт:
ікони
- «Архангел Михаїл» (1997);
- «Архангел Гавриїл» (2001);
- «Богоматір із немовлям» (2001);
- у завівтарній частині Георгіївської церкви Видубицького монастиря (2003, смальта);
- «Георгій Переможець» (іконостас Видубицького монастиря, 2004; смальта, натуральний камінь);
- «Нев'янучий цвіт» (2005);
- «Спас Нерукотворний» (2011; смальта, натуральний камінь);

мозаїки
- для Михайлівського Золотоверхого собору в Києві (2000, ескізи та картони Леоніда Тоцького);
- для Меморіалу пам'яті тих, хто загинув у воді у Криму (2006, ескізи та картони Анатолія Гайдамаки);
- для церкви Преображення Господнього у Києві (2008–2011, ескізи та картони Юрія Левченка).

З кінця 1990-х років бере участь у мистецьких виставках.